# تين الأرض
تِينُ الأَرْضِ أو الفربيون الحلبلوبي (باللاتينية: Euphorbia chamaesyce) نوع نباتي يتبع جنس الفربيون من الفصيلة اللبنية.

## الموئل والانتشار
ينتشر في بلاد الشام وتركيا.

## مرادفات للاسم العلمي
- (باللاتينية: Anisophyllum chamaesyce (L.) Haw.)
- (باللاتينية: Chamaesyce chamaesyce (L.) Hurus., des. inval.)
- (باللاتينية: Tithymalus chamaesyce (L.) Moench)
- (باللاتينية: Anisophyllum vaticanum Gand., des. inval.)
- (باللاتينية: Chamaesyce canescens (L.) Prokh.)
- (باللاتينية: Chamaesyce libassii (Lojac.) Giardina & Raimondo)
- (باللاتينية: Chamaesyce massiliensis (DC.) Galushko)
- (باللاتينية: Chamaesyce vulgaris Prokh.)
- (باللاتينية: Ditritea rotundifolia Raf.)
- (باللاتينية: Euphorbia canescens L.)
- (باللاتينية: Euphorbia libassii Lojac.)
- (باللاتينية: Euphorbia massiliensis DC.)
- (باللاتينية: Euphorbia perforata Tineo ex Lojac., nom. illeg.)
- (باللاتينية: Euphorbia pinnulosa Lojac.)
- (باللاتينية: Euphorbia prostrata Burch. ex Hemsl., des. inval.)
- (باللاتينية: Euphorbia vaticana Gand.)
- (باللاتينية: Tithymalus nummularius Lam.)
- (باللاتينية: Xamesike palestina Raf.)
- (باللاتينية: Xamesike vulgaris Raf.)
- (باللاتينية: Xamesike xamobala Raf.)
- (باللاتينية: Chamaesyce canescens subsp. glabra (Roep.) Soják)
- (باللاتينية: Chamaesyce canescens subsp. massiliensis (DC.) Soják)
- (باللاتينية: Chamaesyce vulgaris subsp. massiliensis (DC.) Benedí & Orell)
- (باللاتينية: Euphorbia chamaesyce var. canescens (L.) Boiss.)
- (باللاتينية: Euphorbia chamaesyce var. glabra Roep.)
- (باللاتينية: Euphorbia chamaesyce var. glabriuscula Lange)
- (باللاتينية: Euphorbia chamaesyce var. massiliensis (DC.) Thell.)
- (باللاتينية: Euphorbia chamaesyce var. pilosa Roep.)